# Subura

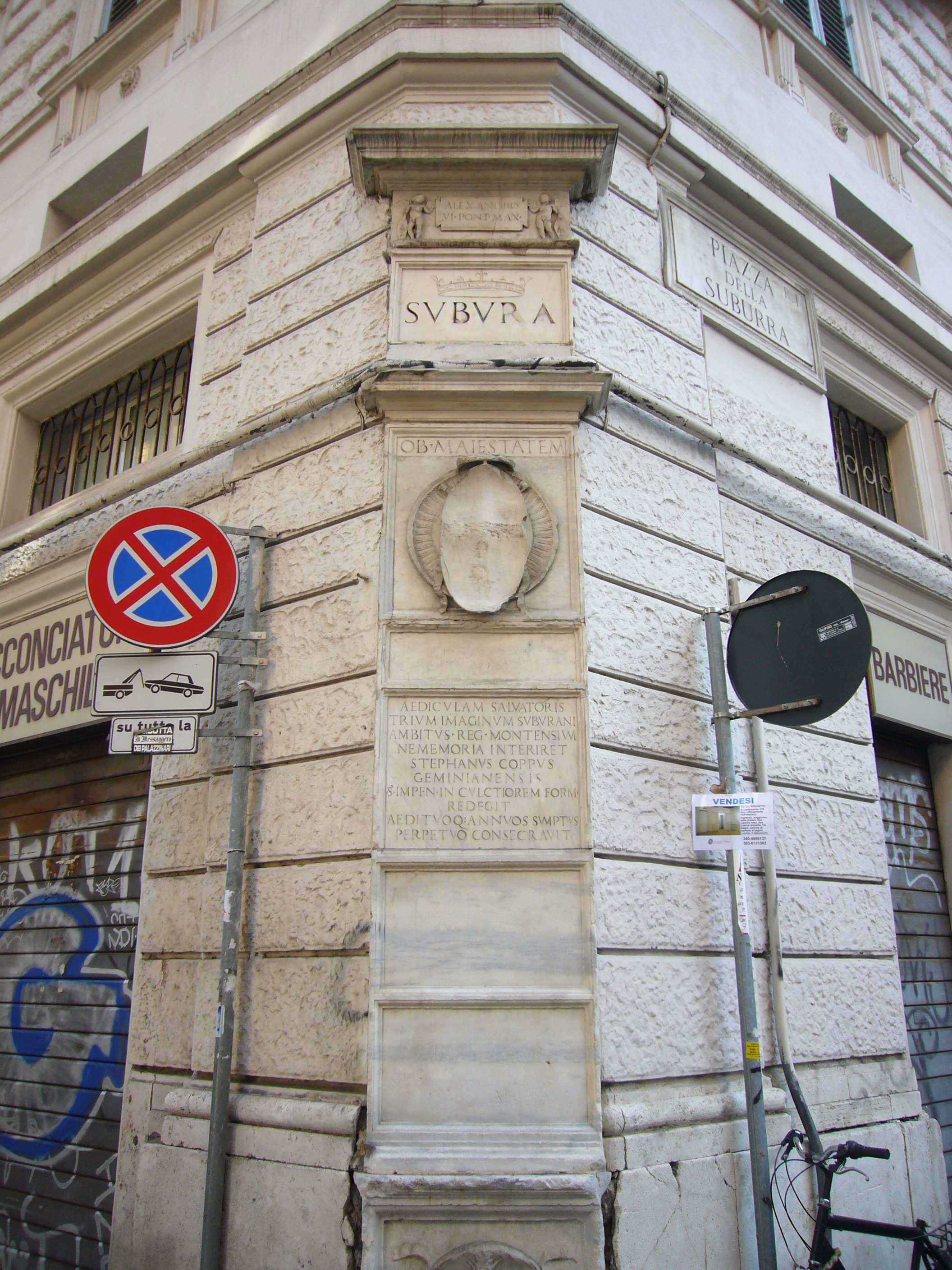
Placa de la Subura, en la esquina de la placita, hoy en la salida del metro Cavour

La Subura o Suburra era un vasto y populoso barrio de la Antigua Roma ubicado en las cuestas de las colinas del Quirinal y Viminal que abarcaba hasta las estribaciones de las del Esquilino, Opio y Fagutal.
Dado que la población de la parte baja del barrio estaba formada por un subproletariado urbano que vivía en condiciones miserables, aunque estuviera de cara a un área monumental y de servicios públicos, el término suburra sigue teniendo en italiano el significado de un lugar de mala fama, escenario de delitos y de inmoralidad.

## Historia

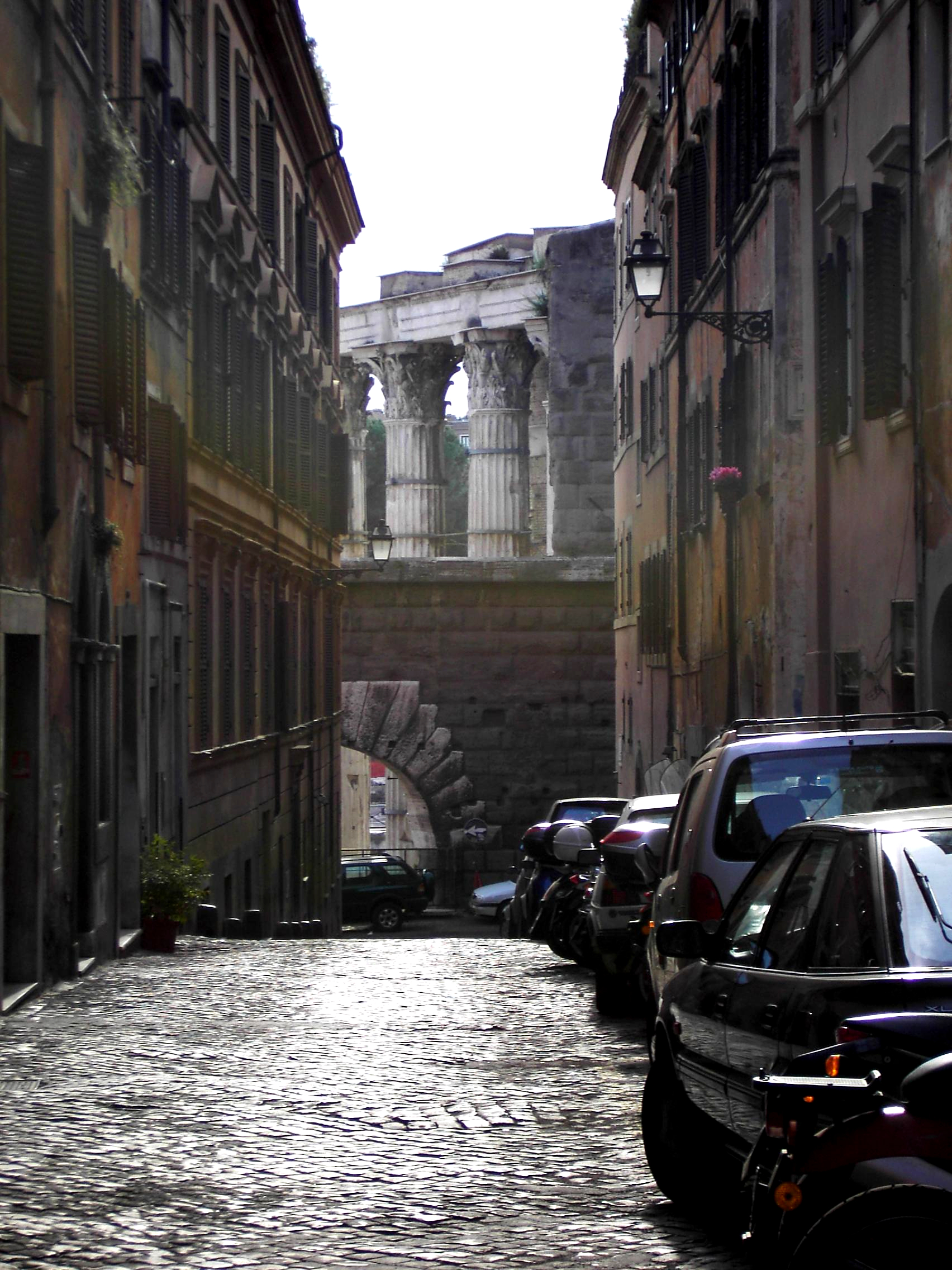
Desde la antigua calle Baccina, vista de la muralla de la Subura, el arco de los Pantani y el templo de Mars Ultor

En su origen formó parte del llamado Septimontium: el lugar de una procesión religiosa que se celebraba todos los años el 11 de enero desde el reinado de Numa Pompilio.
El barrio estaba atravesado por el Argiletum, una antigua calle que conectaba con el foro romano (actuales calles Leonina y della Madonna dei Monti). Se dividía en el vicus Patricius (actual calle Urbana) en dirección a la puerta del Viminal de las murallas republicanas y en el clivus Suburanus (actual calle in Selci), en dirección a la puerta Esquilina. Esta última calle marcaba el límite entre las regiones IV y V de la subdivisión augústea.
La parte baja del valle se ocupó a partir del siglo I a. C., antes de la inauguración del foro de César en 46 a. C., al pie de la ladera oriental de la colina Capitolina y de la inauguración del foro de Augusto en 2 a. C. A estos espacios públicos se añadieron posteriormente, siguiendo el valle del Coliseo, el templo de la Paz en 75 y el foro de Nerva inaugurado en 97 y, por fin, gracias al desmonte del paso de la colina Quirinal y de la colina Capitolina, el foro de Trajano, inaugurado en 112. Estas áreas monumentales estaban protegidas de los incendios que con frecuencia asolaban los edificios de la Subura, mediante la construcción, ya en los tiempos de Augusto, de la gigantesca muralla que todavía hoy resiste, límite y único resto que queda a la vista en la ciudad moderna de la Subura antigua.
Sobre las ruinas de la Subura y de los foros surgieron en la Edad Media casas y torres de familias aristocráticas. Algunas de ellas todavía se conservan, muy modificadas, como la Torre de los Condes (Torre dei Conti) y la Torre del Grillo. El tejido urbano del barrio que hoy forma parte del distrito romano de Monti fue muy dañado por la apertura de la calle Cavour y de la calle de los Annibaldi a fines del siglo XIX. Las demoliciones de los años 30 del siglo XX para la construcción de la calle del Imperio (actualmente calle de los Foros Imperiales) eliminaron todos los edificios civiles y religiosos que desde el Renacimiento en adelante se había erigido sobre los foros.

## La murallas de la Subura

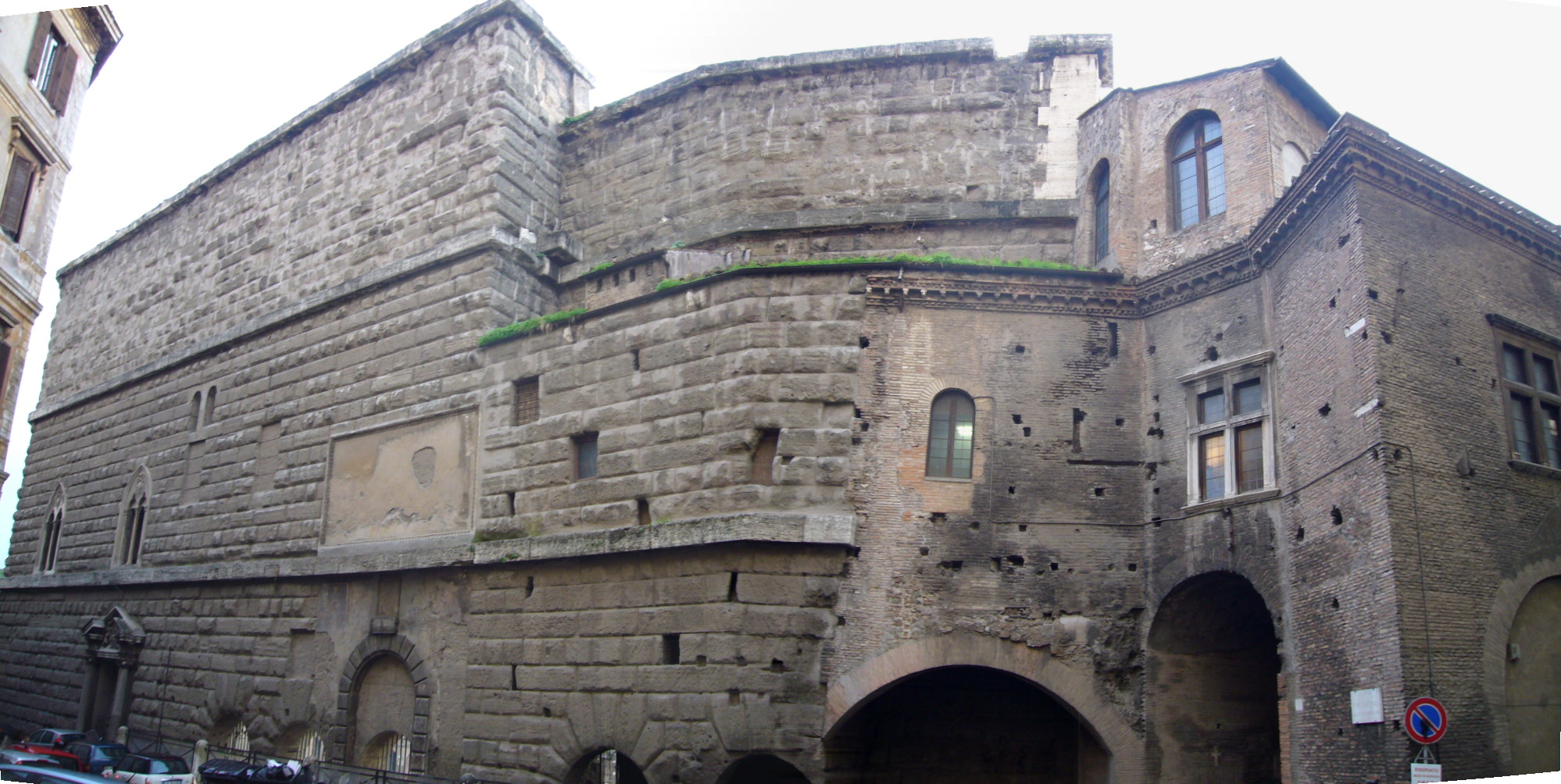
Muralla que separaba la Subura de los foros y de la casa de los Caballeros de Rodas

Es un monumento peculiar. Construido en piedra gabina (lapis Gabinus), a la que los romanos atribuían una gran resistencia al fuego. Tiene 33 metros de altura desde la base del Foro y está construido en aparejo isodomo. Los sillares ajustan perfectamente; no están unidos por argamasa; están unidos con encastres de roble en cola de milano. La muralla tiene tres franjas de travertino. Se sostiene desde hace más de 2000 años por efecto de su propio peso.
En la época de su construcción la muralla cumplía varias funciones: protección contra el fuego, separación del espacio residencial del espacio monumental y público de la ciudad, escenario monumental del templo de Mars Ultor (Marte Vengador), en fuerte contraste cromático con él. El acceso al foro estaba al lado del templo de Mars Ultor, pasando por el arco de bloques de travertino, todavía existente y visible entre coches aparcados. Este arco, en época medieval, tras la transformación en zona inundada de la zona de los foros se denominaba arco de los Pantanos (en italiano, Arco dei Pantani).

## Ubicación geográfica
La orografía del barrio, con la vaguada entre las laderas de las colinas mayores que confluyen hacia el valle entre la colina Capitolina y el monte Palatino en dirección al Tíber, condicionó el sistema viario y la articulación del barrio, con viviendas de senadores y miembros de los caballeros romanos en los puntos más elevados (restos bajo la actual basílica de San Pietro in Vincoli (San Pedro encadenado o San Pedro ad víncula), sobre el monte Fagutal, y de la basílica de Santa Pudenciana, sobre el monte Viminal). Por su parte el fondo del valle, la parte más popular y de peor fama estaba ocupada por grandes Insulae (bloques de viviendas de varios pisos), algunas de ellas bastante altas debido al incremento de los precios que estaba alcanzando el suelo. Allí vivían zapateros, libreros, vendedores ambulantes, magos, maleantes, aventureros, charlatanes, etc. Como es lógico, las casas estaban levantadas de manera anárquica y sus calles eran estrechas, distribuyéndose las tiendas y los talleres artesanales por oficios. La mayoría de las casas estaban arrendadas y subarrendadas a su vez, elevando las precios de manera desorbitada; se han encontrado restos durante los trabajos de restauración del convento de San Martino ai Monti. En la Subura habitaron Julio César y el poeta Marcial.